# Нижне-Свирская ГЭС
Нижне-Сви́рская ГЭС имени академика Г. О. Графтио (Нижнесвирская ГЭС, ГЭС-9, Свирь ГЭС-3) — гидроэлектростанция на реке Свири в Лодейнопольском районе Ленинградской области, у посёлка Свирьстрой. Входит в каскад Свирских ГЭС, являясь его второй, нижней ступенью. Была построена по плану ГОЭЛРО в 1927—1936 годах, является одной из старейших гидроэлектростанций России. В 1933—1941 годах была второй по мощности гидроэлектростанцией СССР. Строительство Нижне-Свирской ГЭС на мягких, подверженных неравномерной осадке грунтах не имело аналогов в мировой практике гидротехнического строительства того времени. В ходе Великой Отечественной войны станция оказалась на оккупированной территории и получила серьёзные повреждения, но была восстановлена.
Нижне-Свирская ГЭС является объектом культурного наследия России федерального значения. За исключением судоходного шлюза станция принадлежит ПАО «ТГК-1».

## Природные условия
Нижне-Свирская ГЭС расположена на реке Свири в 81 км от её устья, является второй (нижней) ступенью каскада гидроэлектростанцией на этой реке, ниже по течению от Верхне-Свирской ГЭС. Площадь водосбора реки в створе ГЭС составляет 67 400 км², среднегодовой расход воды в реке в районе расположения станции составляет 622 м³/с, среднегодовой сток — 19,63 км³. Максимальный расход воды, с повторяемостью один раз в 1000 лет, оценивается в 2630 м³/с. Водный режим Свири полностью зарегулирован Верхнесвирским водохранилищем, боковая приточность не оказывает большого влияния. В ходе весеннего половодья (апрель—май) проходит до 40 % годового стока, самый маловодный период — с января по март. Климат в районе расположения ГЭС умеренно континентальный, с продолжительной, но сравнительно мягкой зимой и умеренно тёплым летом. Среднегодовая сумма осадков составляет 550 мм. В основании сооружений Нижне-Свирской ГЭС залегают девонские глины и пески.

## Конструкция станции
Нижне-Свирская ГЭС представляет собой низконапорную русловую гидроэлектростанцию (здание ГЭС входит в состав напорного фронта). Сооружения гидроэлектростанции включают в себя три земляных плотины, бетонную водосбросную плотину, здание ГЭС, судоходный шлюз, ОРУ 35 и 220 кВ; общая протяжённость подпорных сооружений гидроузла составляет 1,86 км. Установленная мощность электростанции — 99 МВт, располагаемая мощность — 93 МВт, проектная среднегодовая выработка электроэнергии — 434 млн кВт·ч, фактическая среднегодовая выработка электроэнергии — 502 млн кВт·ч.

### Земляные плотины
Большую часть напорного фронта Нижне-Свирской ГЭС образуют три насыпные земляные плотины — левобережная дамба, русловая плотина и правобережная дамба. Правобережная дамба расположена между правым берегом поймы Свири и водосбросной плотиной, длина дамбы составляет 1075 м, максимальная высота — 7,74 м, максимальная ширина по основанию — 37,41 м, ширина по гребню — 6 м, максимальный напор на сооружение — 5,5 м. Дамба отсыпана из песка, состоит из двух участков — береговой части длиной 950 м с противофильтрационным элементом в виде наклонного экрана из суглинка и русловой части длиной 125 м с противофильтрационным элементом в виде ядра из суглинка. Верховой откос сооружения закреплён камнем, низовой — одерновкой. В правобережную дамбу уложено 320 тыс. м³ грунта.
Русловая плотина (водонепроницаемая диафрагма) длиной 70 м и наибольшей высотой 28 м расположена между зданием ГЭС и судоходным шлюзом, на естественном острове Негежма. Противофильтрационный элемент представлен бетонной диафрагмой, а также металлическим шпунтом, заглублённым в основание. Левобережная дамба расположена между левым берегом Свири и судоходным шлюзом, длина дамбы — 300 м, максимальная высота — 7,24 м, максимальная ширина по основанию — 41 м, ширина по гребню — 10 м. Дамба отсыпана из песка, имеет противофильтрационные элементы в виде ядра из суглинка, металлического или деревянного шпунта, заглублённого в основание, а также дренажа в виде трёхслойного фильтра. Верховой откос дамбы закреплён камнем, низовой — одерновкой. В левобережную дамбу уложена 51 тыс. м³ грунта.

### Водосбросная плотина
Водосбросная плотина, расположенная между правобережной дамбой и зданием ГЭС, предназначена для пропуска воды в сильные паводки либо при остановленных гидроагрегатах. По конструкции водосбросная плотина — гравитационная бетонная распластанного профиля. Длина плотины — 216,1 м, ширина по основанию — 41,8 м, максимальная высота — 21,1 м, в плотину уложено 225 тыс. м³ бетона. Плотина разделена бычком шириной 10 м на две части. В левой части длиной 87,6 м расположены три глубоких водосбросных отверстия шириной по 13,2 м, а также один водосбросной пролёт шириной 30,9 м. Глубокие отверстия перекрываются в нижней части железобетонными шандорами, в верхней части — плоскими затворами; пролёт перекрывается секторным затвором. В правой части плотины длиной 118,5 м имеется 4 водосбросных пролёта шириной по 20,5 м, перекрываемых плоскими затворами.
Плотина рассчитана на пропуск 2075 м³/с воды при нормальном подпорном уровне водохранилища и 2190 м³/с — при форсированном уровне. Гашение энергии сбрасываемой воды производится на водобойной плите длиной 38,2 м, за которой расположена рисберма длиной 60 м, выполненная из бетонных кубов и каменной наброски. На водобойной плите напротив пролёта, перекрываемого секторным затвором, имеются две водобойных стенки, а напротив глубоких отверстий — гасители, расположенные в шахматном порядке. Противофильтрационные сооружения плотины включают в себя понур длиной 35 м и толщиной 0,3 м, а также дренажный слой толщиной 0,65 м из гравия и песка, размещённый под понуром, телом плотины и водобойной плитой.

### Здание ГЭС
Здание ГЭС руслового типа (воспринимает напор воды), длина здания — 129,4 м. Конструктивно здание ГЭС выполнено из монолитного железобетона, состоит из щитового отделения, машинного зала и помещения распределительных устройств. Здание разделено на шесть секций — четыре секции главных агрегатов, секцию вспомогательных агрегатов и секцию служебного корпуса. Вдоль всего здания со стороны верхнего и нижнего бьефов устроены дренажные галереи. Входы в каждую спиральную камеру главных агрегатов разделены промежуточными бычками на 3 пролёта шириной по 5 м каждый. Перед зданием ГЭС расположена железобетонная ледозащитная стенка длиной 348,46 м, образующая аванкамеру. Ниже здания ГЭС расположен массивный бетонный упор, за которым находится рисберма. Левый берег реки ниже здания ГЭС укреплён бетонными плитами и деревянными ряжами, заполненными камнем. В здание ГЭС и ледозащитную стенку уложено 199 тыс. м³ бетона.
В машинном зале здания ГЭС размещены четыре вертикальных гидроагрегата с поворотно-лопастными турбинами: два мощностью по 27,5 МВт (станционные номера 1 и 2) и два мощностью по 22 МВт (станционные номера 3 и 4; располагаемая мощность гидроагрегата № 4 составляет 16 МВт). Агрегаты мощностью 27,5 МВт оборудованы турбинами ПЛ 90-ВБ-740, работающими на расчётном напоре 10,5 м. Агрегаты мощностью 22 МВт оборудованы турбинами ПЛ 20/811-В-742, работающими на расчётном напоре 11 м. Производители турбин — Ленинградский металлический завод и шведская фирма «Веркстаден Кристинехамн». Турбины приводят в действие гидрогенераторы СВ 902/160-80 мощностью по 30 МВт, производства завода « Электросила». Изначально на станции имелись также два гидроагрегата собственных нужд мощностью по 2 МВт, также с поворотно-лопастными турбинами, но к настоящему времени они демонтированы. Также в машинном зале расположены два мостовых крана грузоподъёмностью по 150 тонн.

### Схема выдачи мощности
Электроэнергия вырабатывается генераторами ГЭС на напряжении 10,5 кВ, которое повышается до 220 кВ при помощи шести однофазных силовых трансформаторов ОМ-20000/220, объединённых в две группы (по три фазы в каждой) мощностью по 60 МВА; каждая группа трансформаторов обеспечивает выдачу мощности с двух гидроагрегатов. Трансформаторы расположены на здании ГЭС со стороны нижнего бьефа. Также имеются один трансформатор ТРДНС-25000/35 мощностью 25 МВА и два трансформатора ТМТ-10000/35 мощностью по 10 МВА, обеспечивающих выдачу мощности в местную сеть напряжением 35 кВ. Выдача мощности ГЭС в единую энергосистему производится с расположенного на левом берегу вблизи шлюза открытого распределительного устройства 220 кВ по четырём линиям электропередачи:
- ВЛ 220 кВ Нижне-Свирская ГЭС — ПС Сясьстрой (Л-202);
- ВЛ 220 кВ Нижне-Свирская ГЭС — Верхне-Свирская ГЭС (Л-203);
- ВЛ 220 кВ Нижне-Свирская ГЭС — Верхне-Свирская ГЭС (с отпайками на ПС Подпорожская) (Л-204);
- ВЛ 220 кВ Нижне-Свирская ГЭС — ПС Заостровие (с отпайками на ПС Лодейнопольская) (Л-212).

Кроме того, Нижне-Свирская ГЭС обеспечивает энергоснабжение местных потребителей Лодейнопольского района с открытого распределительного устройства 35 кВ по трём линиям электропередачи, посёлка Свирьстрой и трёх деревень — по ЛЭП с комплектного распределительного устройства 6 кВ, а также рыбозавода и ряда других потребителей — по ЛЭП с закрытого распределительного устройства 3 кВ.

### Судоходный шлюз
Судоходный шлюз расположен на левом берегу, между русловой плотиной и левобережной дамбой. Шлюз однониточный однокамерный, длина камеры — 200 м, ширина — 21,5 м. Система питания шлюза с донными галереями, время заполнения/опорожнения камеры шлюза — 8,5 минут. Ворота шлюза — двустворчатые. Камера шлюза представляет собой железобетонную конструкцию с разрезным днищем, в шлюз уложено 157 тыс. м³ бетона. В состав сооружений шлюза также входят верхний подходной канал длиной около 1 км и нижний подходной канал. Собственником судоходного шлюза является ФБУ «Администрация Волго-Балтийского бассейна внутренних водных путей».

Сооружения и оборудование Нижне-Свирской ГЭС
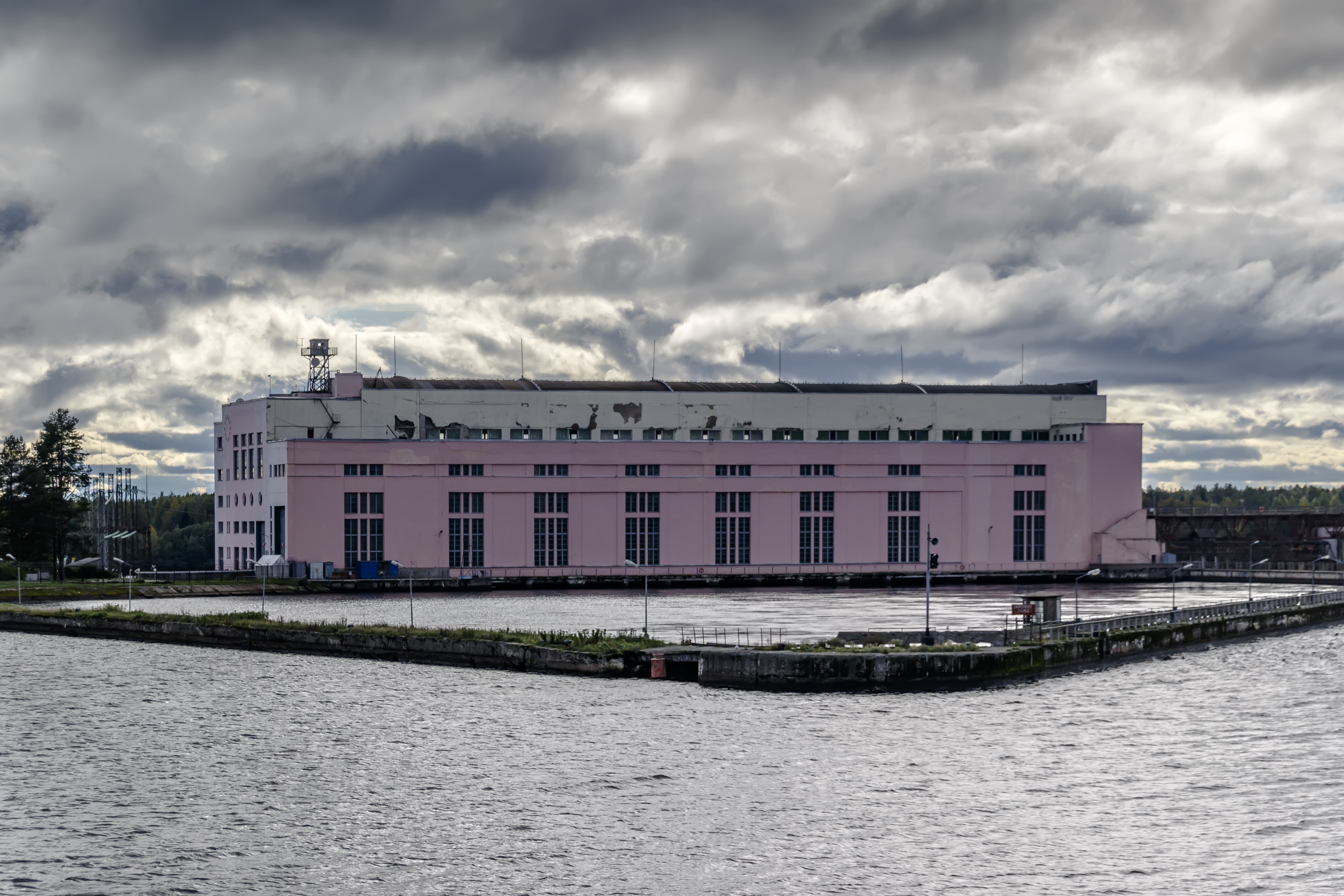
Здание ГЭС с верхнего бьефа
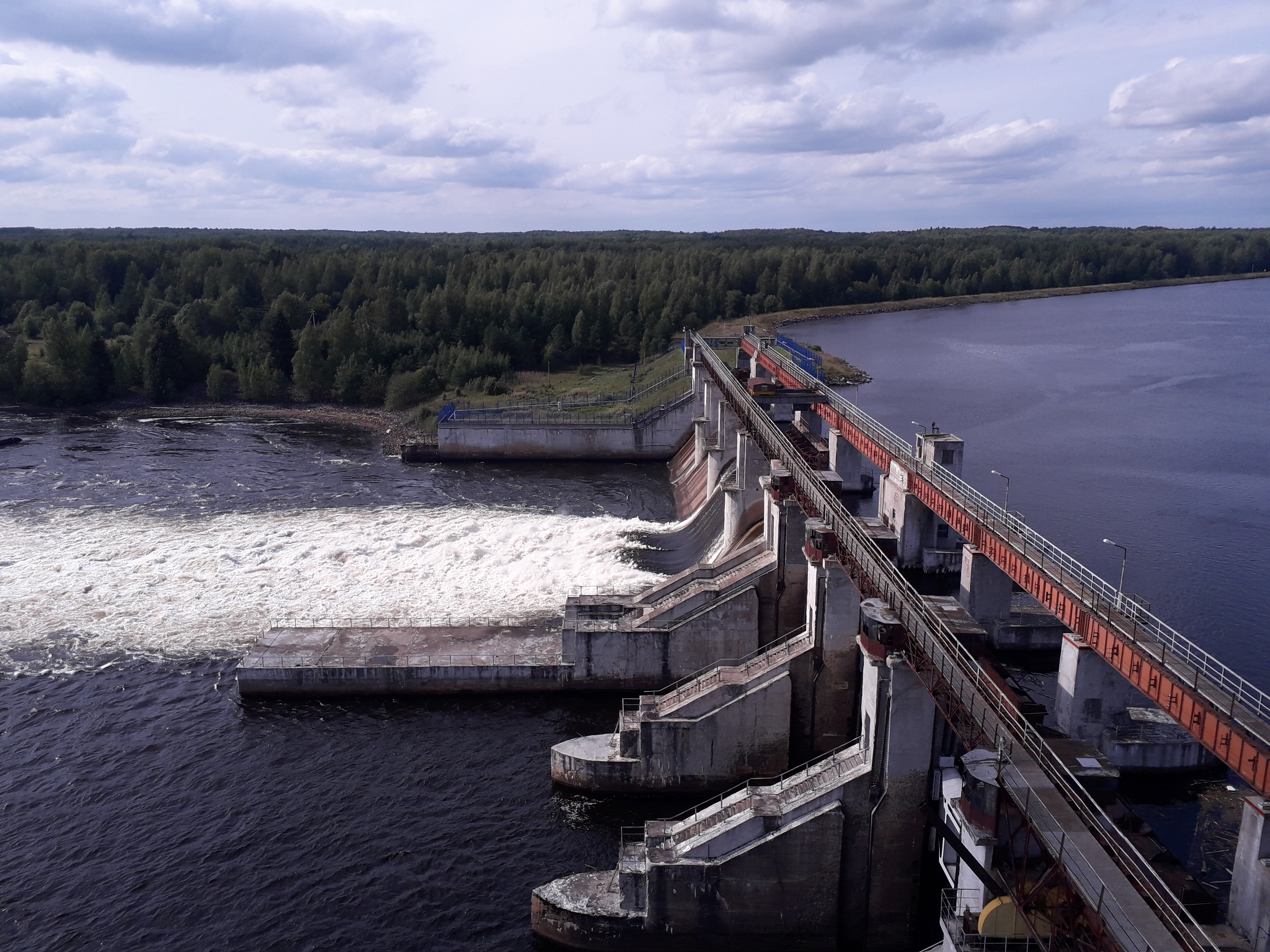
Водосбросная плотина
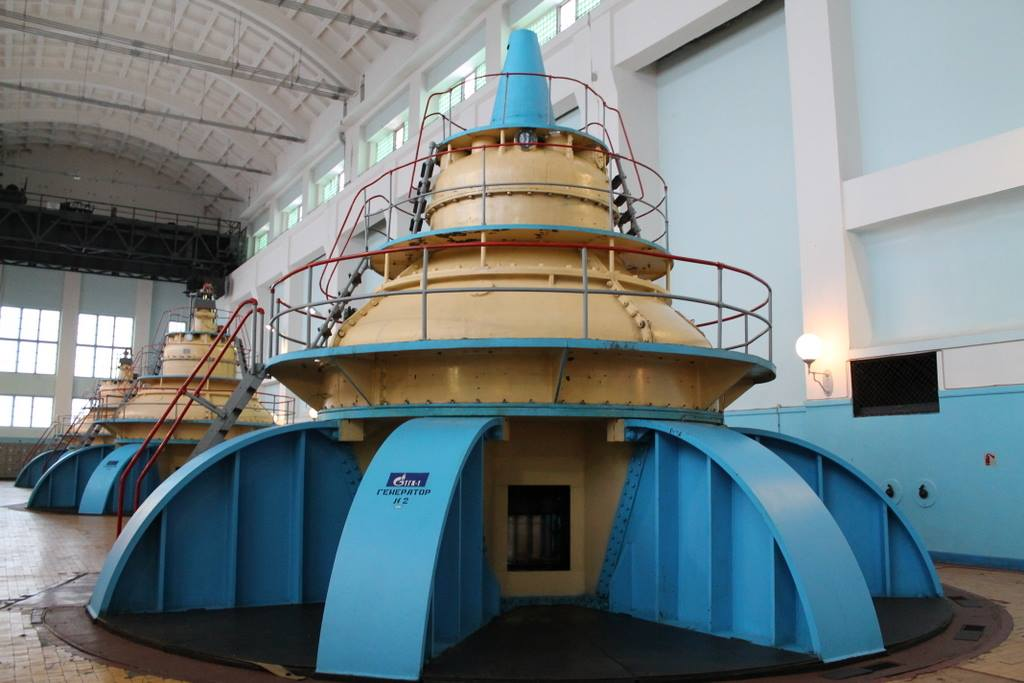
Гидроагрегаты
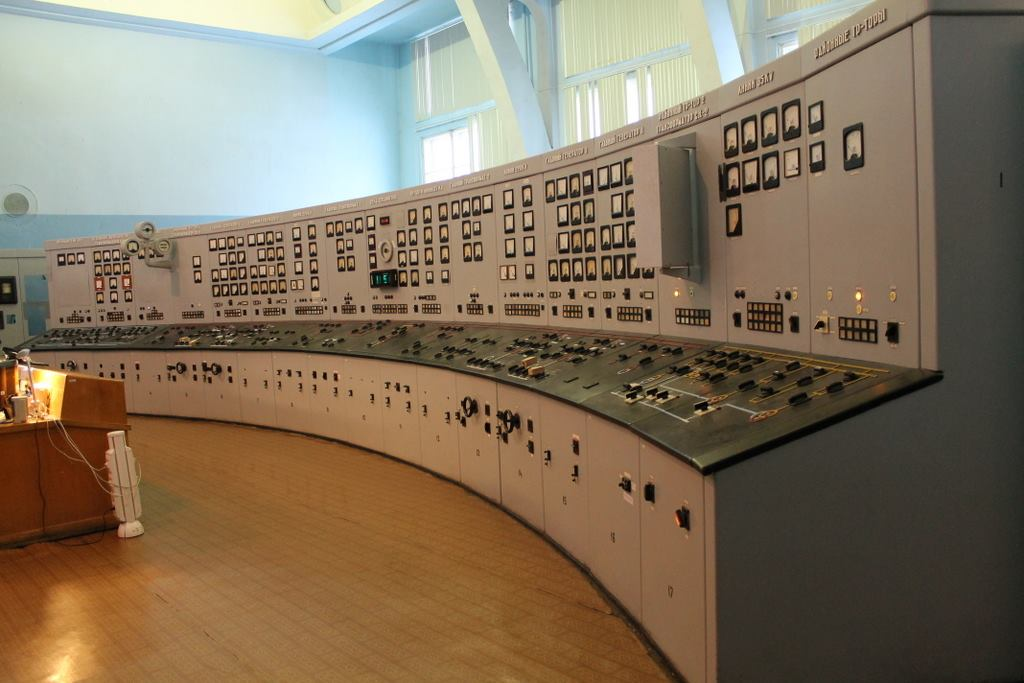
Пульт управления
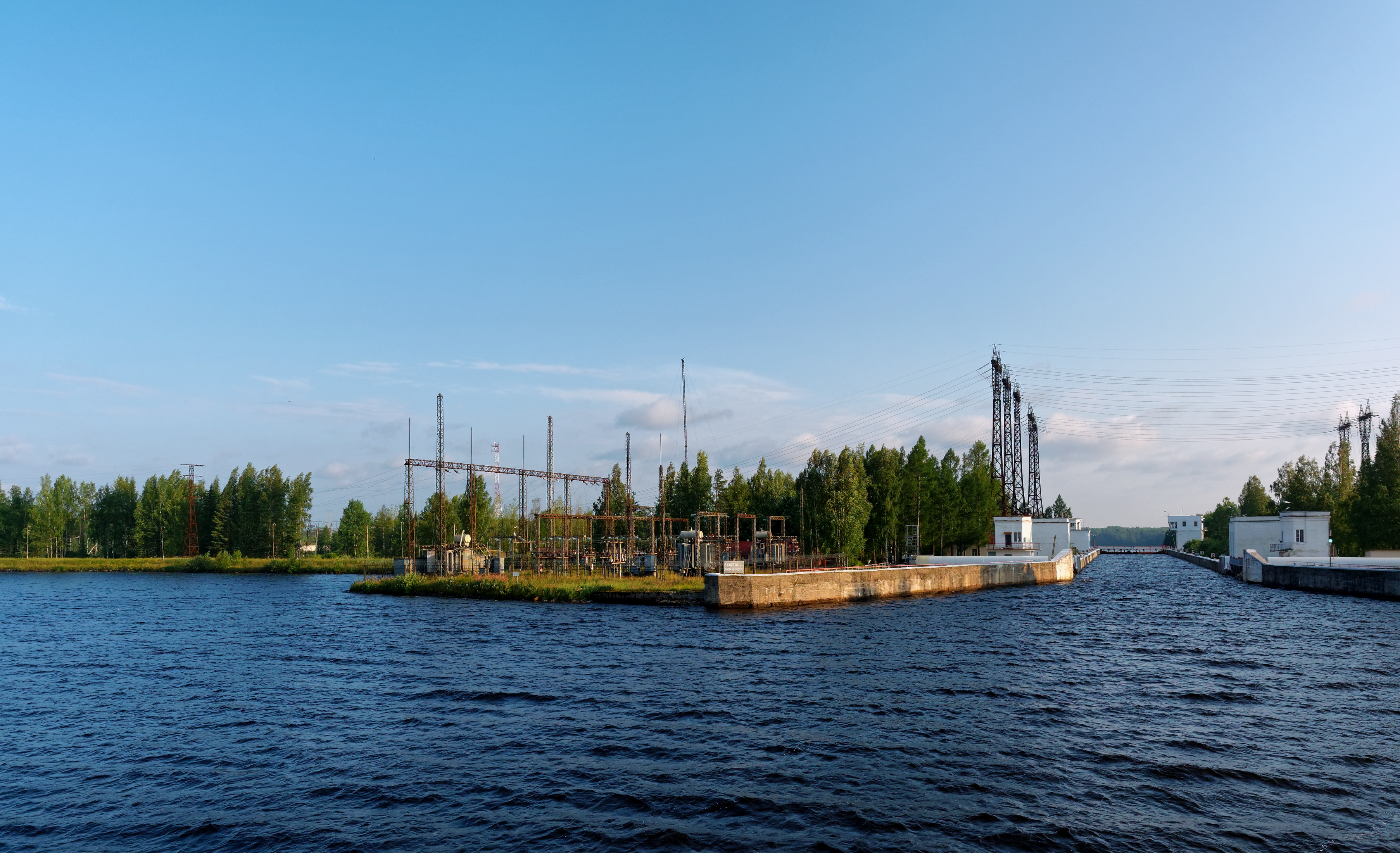
Шлюз и распределительное устройство

### Водохранилище
Напорные сооружения ГЭС образуют Нижнесвирское водохранилище. Площадь водохранилища при нормальном подпорном уровне 24,4 км², длина 45 км, максимальная ширина 1,5 км, максимальная глубина 18,5 м. Полная и полезная ёмкость водохранилища составляет 111,7 и 55,3 млн м³ соответственно, что позволяет осуществлять суточное регулирование стока (водохранилище обеспечивает покрытие гидроэлектростанцией пиков потребления в энергосистеме в течение суток). Отметка нормального подпорного уровня водохранилища составляет 17,95 м над уровнем моря (по Балтийской системе высот), форсированного подпорного уровня — 18,09 м, уровня мёртвого объёма — 15,35 м. При создании водохранилища было затоплено 370 га сельхозугодий, перенесено 314 строений.

## Экономическое значение
Нижне-Свирская ГЭС работает в энергосистеме Северо-Запада России, всего за время эксплуатации станция выработала более 30 млрд кВт·ч возобновляемой электроэнергии, обеспечив экономию большого количества ископаемого топлива, а также предотвратив выброс значительных объёмов загрязняющих веществ. Станция сыграла существенную роль в развитии Ленинграда и Ленинградской области в 1930-е годы — после её пуска выработка электроэнергии в системе Ленэнерго увеличилась на 35 %. Водохранилище Нижне-Свирской ГЭС обеспечило крупнотоннажное судоходство по Свири, затопив порожистый участок реки. Водохранилище станции входит в Единую глубоководную систему Европейской части России, обеспечивая необходимую для крупнотоннажного судоходства глубину 4 м. Сооружения ГЭС перекрыли нерестовые пути обитающих в Ладожском озере популяций озёрного лосося и кумжи, в качестве компенсационного мероприятия производится искусственное воспроизводство этих видов рыб на Свирском рыборазводном заводе, затраты на возведение которого были включены в смету на строительство станции.

## История строительства

### Проектирование
Первый эскизный проект гидроэлектростанций на Свири был создан в 1916 году инженером И. В. Егиазаровым по заказу Министерства путей сообщения. Проект подразумевал возведение двух гидроэлектростанций и разборной плотины в истоке Свири. В конце 1917 года «Бюро Свири» (небольшая группа инженеров во главе с Егиазаровым) объединилась с инициативной группой инженеров Морского ведомства, также разрабатывавших проект ГЭС на Свири. В 1918 году было создано Управление строительства гидроэлектрических станций Морского комиссариата, и к середине того же года Советом Народных Комиссаров были выделены средства на строительство Волховской и Свирской ГЭС. Также была утверждена схема гидроэнергетического использования Свири в составе трёх ступеней — на 17, 96 и 143 километрах течения реки. В конце 1919 года было решено объединить строительство Волховской и Свирской ГЭС, создав единую проектную и строительную организации под руководством Г. О. Графтио. Однако в условиях экономической разрухи и Гражданской войны вести строительство сразу двух гидроэлектростанций не представлялось возможным, и в 1921 году работы по Свирской ГЭС были приостановлены в пользу приоритетного строительства Волховской ГЭС. К этому моменту для Свирской ГЭС был закончен ряд проектных и изыскательских работ. Одной из причин остановки работ по гидроэлектростанции на Свири являлось «Дело Свирьстроя», которое расследовалось ВЧК в 1921 году. Расследование не выявило наличия контрреволюционной организации, но нашло крупные финансовые злоупотребления и бесхозяйственность, в результате чего главный инженер строительства В. П. Шаверновский, его помощник В. Ф. Погоржельский и ещё несколько человек были приговорены к различным срокам лишения свободы.
Поскольку строительство гидроэлектростанций на Свири было предусмотрено планом ГОЭЛРО, изыскательские работы через некоторое время были возобновлены. Первоочередной станцией каскада была признана нижняя ступень, первоначально имевшая название «Свирь-3», согласно плану её мощность должна была составить 165 тысяч л.с. (11 гидроагрегатов по 15 тысяч л.с.). После отказа от трёхступенчатой схемы каскада в пользу двухступенчатой (что было окончательно утверждено в феврале 1932 года) название станции было изменено на Нижне-Свирскую ГЭС. Место расположения станции определялось расположением порожистой части реки — нижний Подъяндебский порог находился на 139 километре течения реки, после него уклон реки незначителен. Таким образом, гидроэлектростанция могла быть расположена в нескольких километрах ниже порога, поскольку сдвиг створа ниже по течению не приводил к существенному увеличению мощности и выработки станции, но при этом значительно увеличивалась площадь затопляемых земель. Изначально рассматривался створ на 145 километре реки, причём судоходный шлюз располагался на левом берегу, а здание ГЭС — на правом. Компоновка гидроэлектростанции по этому варианту имела сходство с Волховской ГЭС (расположение здания ГЭС под углом к течению реки). Однако изыскания показали, что геологические условия в этом створе неблагоприятны для строительства гидроэлектростанции, в связи с чем створ был перенесён выше, в район 143 километра течения реки. Эскизный проект гидроэлектростанции был готов в 1926 году, а в марте 1927 года он был рассмотрен Центральным электротехническим советом. В данном проекте створ станции располагался в 200 м ниже острова Негежма, здание ГЭС находилось в левой части русла реки под углом к оси плотины, а судоходный шлюз — в глубоком канале на левом берегу. Но дополнительные изыскания показали неблагоприятные геологические условия и на данном участке (слишком глубокое залегание коренных пород), поэтому в разработанном в 1927 году техническом проекте створ был перенесён ещё выше, в район острова Негежма, а плотины и здание ГЭС расположили в одну линию. В 1928 году рассматривался также вариант с расположением здания ГЭС на правом берегу, отклонённый по причинам технического и экономического плана.
Проектирование станции велось под общим руководством главного инженера строительства Г. О. Графтио, при участии как советских инженеров и учёных (в частности, академика Н. Н. Павловского), так и иностранных консультантов — австрийского геолога, одного из основоположником механики грунтов К. Терцаги, специалистов шведского Водностроительного бюро, немецких и американских специалистов. Особую трудность представляла разработка проекта плотины, что было связано со сложными геологическими условиями створа — расположением в основании плотины девонских отложений, представляющих собой чередующиеся слои песков и глин разной плотности, от твёрдых (сланцеподобных) до мягких и пластичных, насыщенных водой. Как выяснилось при изысканиях, грунты основания оказались подвержены неравномерной осадке под нагрузкой, а также быстро теряли прочность при высушивании и контакте с воздухом и не восстанавливали её при последующем увлажнении. Опыта строительства гидроэлектростанций на подобных грунтах в мире на тот момент не было. Всего в 1926—1930 годах было рассмотрено более 20 вариантов конструкции плотины, предложенных как советскими инженерами, так и иностранными консультантами. Итоговый вариант, утверждённый Графтио в конце 1930 года, имел в своей основе предложения шведских специалистов, сформулированные в 1929 году, доработанные советскими инженерами и подтверждённые экспертизой К. Терцаги. Он предусматривал сооружение плотины с распластанным профилем, соединённой с тонким железобетонным понуром, пригруженным мощным слоем грунта. Ещё одним необычным проектным решением стало строительство здания ГЭС с наклоном, учитывая будущие осадки сооружения под своим весом и давлением воды, которые в итоге выровняли здание.

### Строительство

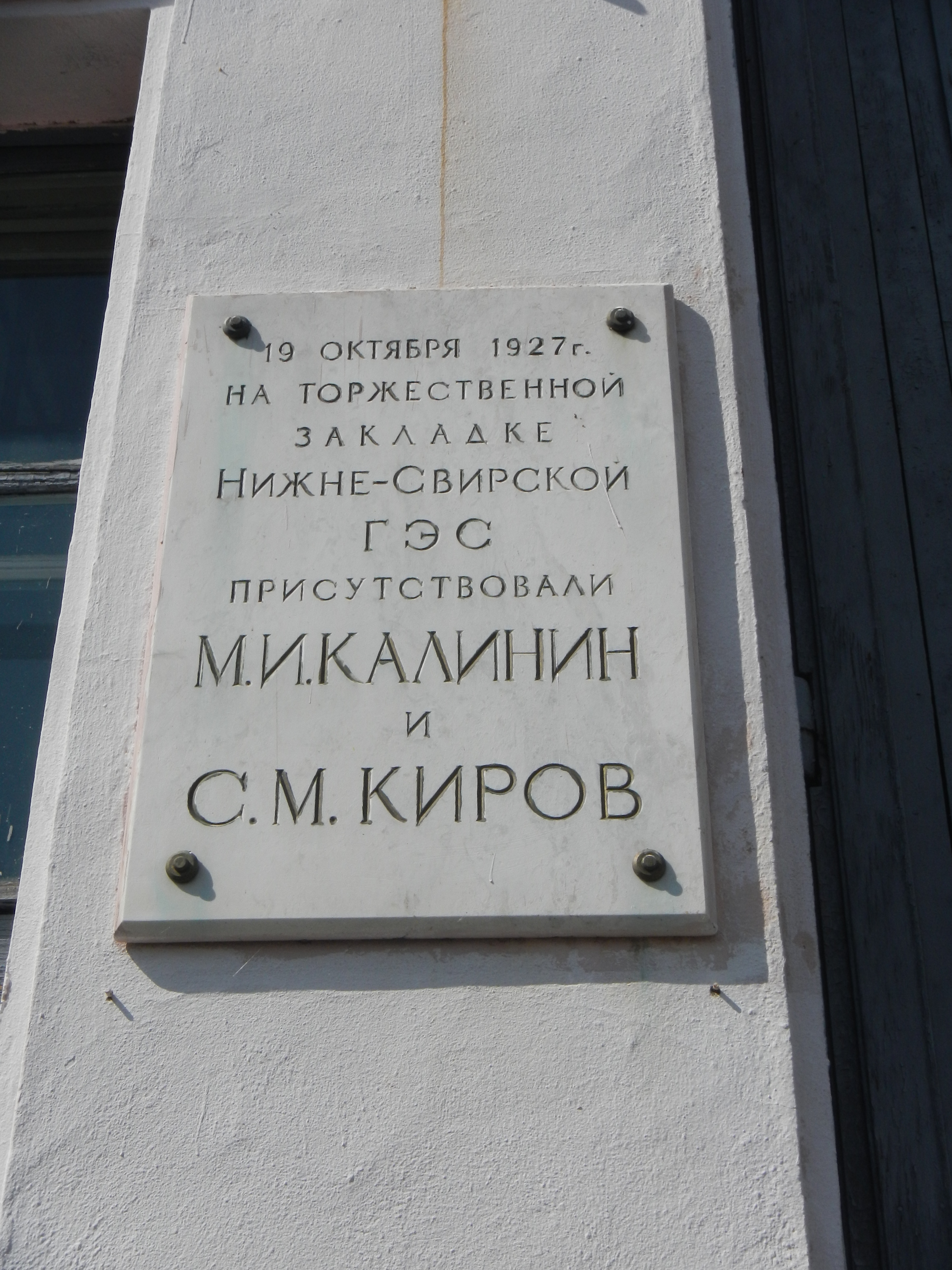
Мемориальная табличка на здании Нижне-Свирской ГЭС

19 октября 1927 года состоялась торжественная закладка гидроэлектростанции, на которой присутствовали председатель ВЦИК М. И. Калинин и секретарь ЦК и Ленинградского обкома ВКП(б) С. М. Киров. В 1927—1928 годах были выполнены подготовительные работы, в частности к месту строительства была подведена железнодорожная ветка длиной 8 км, построены несколько домов для строителей, начата выемка грунта в подводящем канале судоходного шлюза. Летом 1928 года на должность главного инженера строительства был назначен Г. О. Графтио. В 1927—1928 годах вопрос финансирования работ не был окончательно решён, необходимые средства были выделены начиная с 1929 года, что позволило развернуть строительство в полном объёме. В 1929 году велись земляные работы в котловане шлюза, сооружались перемычки, с помощью которых был образован котлован под здание ГЭС и левую часть плотины. Вода из котлована была откачана к 1 мая 1930 года, к концу года была начата укладка бетона. Бетонные работы активно велись в том числе и зимой, что в те годы широко не практиковалось. В 1932 году было закончено бетонирование подводных участков сооружений станции, начат монтаж оборудования. Весной 1933 года было завершено строительство судоходного шлюза, 24 мая того же года через шлюз прошло первое судно. В октябре—ноябре 1932 года была перекрыта Свирь, причём перекрытие впервые в СССР было проведено при помощи отсыпки камня в текущую воду. После этого был образован правобережный котлован, в котором была возведена правая часть водосбросной плотины, сопрягающий устой и правобережная дамба. Строительство станции осложнялось неоднократными оползнями, происходившими в 1930—1933 годах, наиболее крупными из них являлся оползень объёмом 18 тыс. м³ в котловане шлюза в сентябре 1931 года.
Первый гидроагрегат Нижне-Свирской ГЭС был запущен в эксплуатацию 19 декабря 1933 года, ещё два — в 1934 году и последний — в сентябре 1935 года. Кроме того, в начале 1935 года были введены в эксплуатацию два вспомогательных гидроагрегата. Учитывая отсутствие опыта производства в СССР крупных поворотно-лопастных турбин (первая турбина такого типа, причём относительно малой мощности, была изготовлена в СССР в 1930 году) три основные гидротурбины станции были заказаны шведской фирме «Веркстаден Кристинехамн». Четвёртая основная гидротурбина была изготовлена в СССР по шведским чертежам на Ленинградском металлическом заводе, им же были самостоятельно спроектированы и изготовлены гидротурбины вспомогательных гидроагрегатов. Гидрогенераторы основных и вспомогательных гидроагрегатов были изготовлены заводом «Электросила».
15 сентября 1936 года Нижне-Свирская ГЭС была принята в промышленную эксплуатацию при мощности 96 МВт (4 гидроагрегата по 24 МВт, без учёта двух вспомогательных гидроагрегатов по 2 МВт), на чём её строительство было официально завершено. На момент ввода в эксплуатацию и до 1941 года (до вывода на полную мощность Угличской ГЭС) являлась второй по мощности гидроэлектростанцией СССР. Нижне-Свирская ГЭС стала одной из первых советских гидроэлектростанций, построенных с использованием, в том числе, труда заключённых. В ходе строительства была произведена выемка 3181 тыс. м³ и насыпь 967 тыс. м³ мягкого грунта, уложено 141 тыс. м³ каменной наброски, дренажей и фильтров, а также 530 тыс. м³ бетона и железобетона, смонтировано 4400 т металлоконструкций и механизмов. Сметная стоимость строительства гидроузла в ценах 1935 года составила 272,9 млн руб. Одновременно со станцией была построена первая в СССР линия электропередачи напряжением 220 кВ Нижне-Свирская ГЭС — Ленинград протяжённостью 240 км.

## В годы Великой Отечественной войны

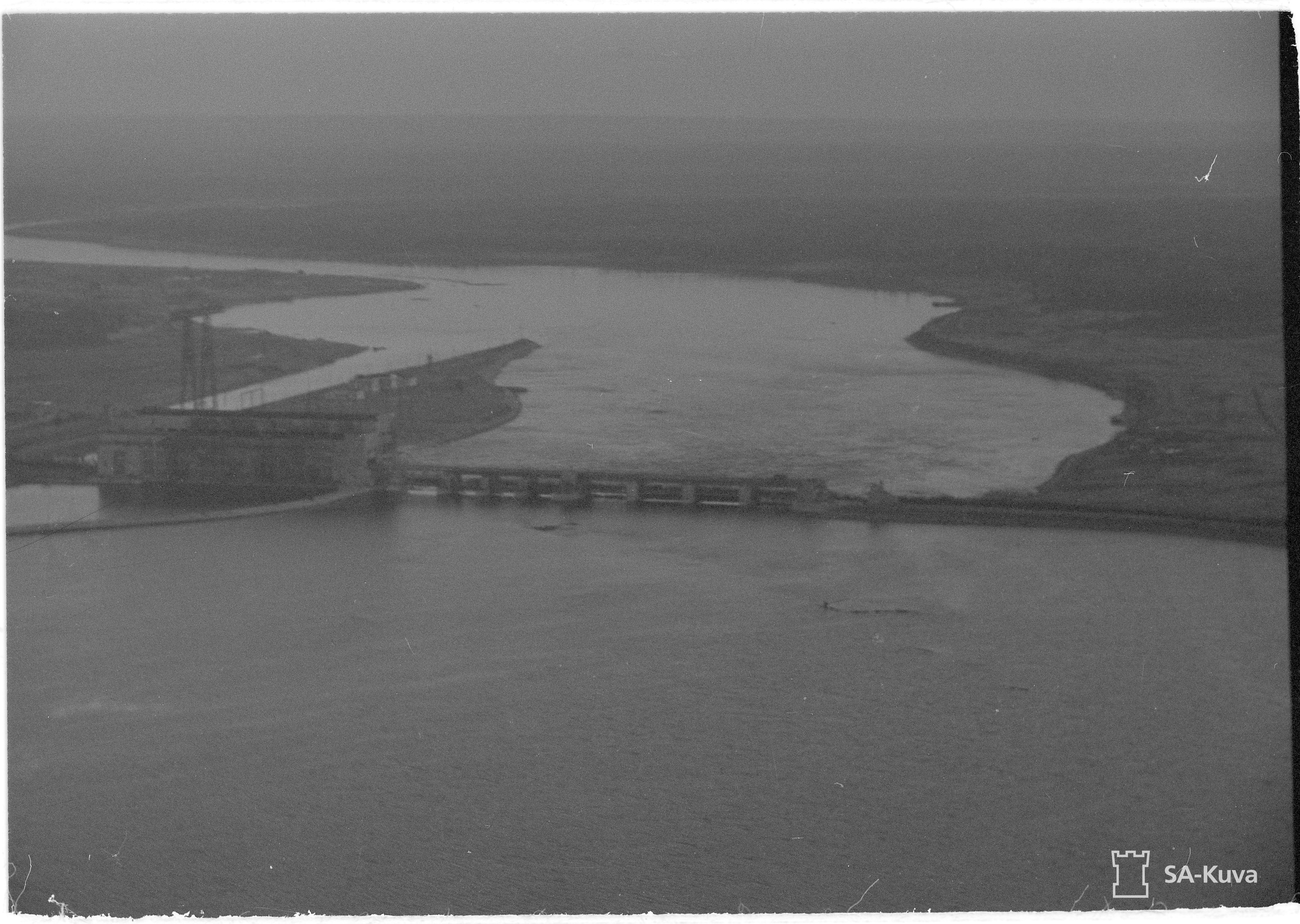
Нижне-Свирская ГЭС в 1943 году

К концу августа 1941 года к Нижне-Свирской ГЭС стала приближаться линия фронта, 30 августа в связи с повреждением линии электропередачи прекратилась передача электроэнергии в Ленинград, станция продолжала снабжать электроэнергией местных потребителей по сети 35 кВ. Был начат демонтаж гидроагрегата № 3 для его эвакуации. Однако вывезти оборудование не удалось, в предназначенных для этого двух баржах 7 сентября эвакуировали большую часть персонала станции и их семьи. На Нижне-Свирской ГЭС осталось около 20 человек, обеспечивавших работоспособность станции. 11 сентября к Нижне-Свирской ГЭС подошёл противник, начались бои, вечером 13 сентября 1941 года персонал покинул станцию, территория которой интенсивно обстреливалась, после чего Нижне-Свирская гидроэлектростанция была захвачена финскими войсками. Сооружения и оборудование ГЭС были заминированы, но подрыв произведён не был.
20 июня 1944 года в рамках подготовки к Свирско-Петрозаводской наступательной операции советская авиация атаковала Нижне-Свирскую ГЭС. Задачей авианалётов являлось разрушение плотины, что лишало противника возможности увеличить расход воды через ГЭС после начала советского наступления и таким образом затруднить переправу советских войск через Свирь. Используя тяжёлые авиабомбы и переделанные авиационные морские мины, бомбардировщики повредили затворы и плотину, обеспечив спуск воды. Нижне-Свирская ГЭС была освобождена советскими войсками 22 июня 1944 года. В результате боёв, бомбардировок и целенаправленного подрыва оборудования финскими войсками при отступлении станция была сильно повреждена. Был взорван раздельный устой, секторный затвор повреждён и завален подорванными фермами, повреждены другие затворы, обрушен ряд балок моста на водосбросной плотине, откос аванкамеры сполз вместе с креплением. Здание ГЭС выгорело, были подорваны гидроагрегаты, особенно сильно пострадали гидроагрегаты № 1, 2 и 3, на которых взрывами были перебиты валы турбин, рабочие колёса гидроагрегатов № 1 и 3 были заклинены, а рабочее колесо гидроагрегата № 2 упало в отсасывающую трубу. Взрывами были повреждены роторы генераторов, а со статоров снята и вывезена часть элементов. Повреждены были и вспомогательные гидроагрегаты. Также финнами были демонтированы и вывезены электродвигатели кранов и вспомогательного оборудования, насосы, приборы и аппаратура, а также все детали из меди, вплоть до самых мелких вроде оконных шпингалетов и дверных ручек. Был разбит главный щит управления, повреждены трансформаторы и распределительное устройство. Были взорваны верхние и нижние ворота шлюза и повреждено его оборудование, через шлюз переливались потоки воды, разрушившее откосы нижнего подходного канала.

## Восстановление Нижне-Свирской ГЭС
Уже 23 июня 1944 года на станцию в сопровождении сапёров прибыла группа энергетиков, осмотревших сооружения и оборудование ГЭС. Были проведены работы по разминированию территории станции, за первые два месяца на объектах гидроэлектростанции и прилегающей территории было обезврежено около 10 тыс. взрывоопасных предметов. В дальнейшем работы по разминированию продолжались, в том числе и с использованием водолазов, с помощью которых со дна реки вблизи ГЭС были убраны две морские мины весом по 900 кг и тяжёлые авиабомбы, причём последняя из них была обнаружена и обезврежена в 1947 году. Одновременно были начаты работы по восстановлению автомобильных и железных дорог, ведущих на станцию, разбору завалов, подготовке жилья и производственной базы. 30 октября 1944 года вышло постановление Государственного комитета обороны о восстановлении Нижне-Свирской ГЭС, которое поручалось тресту «Свирьстрой». В восстановительных работах активно задействовали военнопленных, которые до середины 1948 года составляли значительную часть рабочей силы. После обследования гидроагрегатов было принято решение об их демонтаже и восстановлении в заводских условиях, для чего пришлось изготовить валы трёх турбин, новую камеру рабочего колеса гидроагрегата № 3, а также сварить из кусков разрушенные лопасти турбин. Также были изготовлены новые статоры генераторов. В августе 1945 года был пущен первый из вспомогательных гидроагрегатов, что позволило обеспечить надёжное энергоснабжение строительно-монтажных работ. 19 марта 1946 года был ведён в эксплуатацию гидроагрегат № 4, 18 октября 1946 года — гидроагрегат № 2, 15 сентября 1947 года — гидроагрегат № 1, 7 февраля 1947 года — вспомогательный гидроагрегат № 2 и 28 апреля 1948 года — гидроагрегат № 4, после чего станция достигла мощности 100 МВт и её восстановление было в целом завершено. Одновременно велись работы по восстановлению судоходного шлюза, в июле 1945 года он был осушен, для чего пришлось вручную отсыпать перемычку через верховой подводящий канал, а 31 октября того же года через шлюз прошли первые суда. Восстановление судоходного шлюза было в основном завершено в 1948 году, в постоянную эксплуатацию шлюз был принят в конце 1952 года. В ходе восстановления станции было перемещено 176,5 тыс. м³ грунта, уложено 6884 м³ бетона и железобетона, смонтировано 876 тонн металлоконструкций. Общая стоимость восстановительных работ в ценах 1945 года, включая работы в посёлке и на рыбзаводе, составила 124 миллионов рублей.

## Эксплуатация
В 1949 году Нижне-Свирской ГЭС было присвоено имя Графтио. В 1955 году станция организационно вошла в Каскад Свирских ГЭС «Ленэнерго», в 1960 году взята под государственную охрану как памятник истории и культуры. За период эксплуатации станция неоднократно модернизировалась. В 1956—1962 годах в связи с наличием дефектов, приводивших к снижению мощности гидроагрегатов, были заменены обмотки статоров генераторов, также в конце 1950-х годов были заменены обмотки трансформаторов. Также в конце 1950-х — начале 1960-х годов впервые в СССР на Нижне-Свирской ГЭС были проведены экспериментальные работы по переводу гидротурбин в насосный режим работы, для определения возможности работы станции в режиме гидроаккумулирования. Результаты испытаний показали, что при работе в насосном режиме КПД гидроагрегатов составлял около 40 % при наличии значительной вибрации, в связи с чем дальнейшего развития эти работы не получили. В конце 1970-х — начале 1980-х годов была проведена реконструкция гидроагрегатов — заменены камеры рабочих колёс и регуляторы частоты вращения гидротурбин, а также статоры и полюса роторов генераторов, что позволило, в совокупности с повышением уровня водохранилища на 0,5 м, увеличить мощность каждого гидроагрегата до 30 МВт. К началу 1990-х годов в результате износа оборудования и вывода из эксплуатации вспомогательных гидроагрегатов мощность станции снизилась до 88 МВт, в 1997 и 2003 годах были заменены гидротурбины на гидроагрегатах № 1 и 2, что позволило увеличить мощность каждого из них с 22 МВт до 27,5 МВт. Рассматривается возможность замены гидроагрегатов № 3 и 4, также существуют проектные проработки по монтажу на Нижне-Свирской ГЭС трёх дополнительных гидроагрегатов в пролётах глубинных отверстий водосбросной плотины с целью увеличения её мощности и возможностей работы в пиковой части графика нагрузок энергосистемы. В 2017 году был заменён секторный затвор водосбросной плотины.
С момента ввода в эксплуатацию неоднократно модернизировался и судоходный шлюз Нижне-Свирской ГЭС. Тем не менее, с ростом грузопотока он стал одним из «узких мест» воднотранспортной системы России, поскольку его габариты позволяют шлюзовать лишь одно большое судно в одном направлении. В связи с этим, разработан проект строительства второй нитки судоходных шлюзов с одной камерой длиной 300 м и шириной 21,5 м. В 2013 году были начаты подготовительные работы — построен причал и автодороги, но в 2016 году строительство было перенесено на неопределённый срок в связи с перераспределением финансирования на более приоритетный проект Багаевского гидроузла.
С момента ввода в эксплуатацию Нижне-Свирская ГЭС входила в состав Ленинградского районного управления «Ленэнерго», в 1989 году преобразованного в производственное объединение энергетики и электрификации «Ленэнерго», а в 1992 году в АООТ (позднее ОАО) «Ленэнерго». В 2005 году в рамках реформы РАО «ЕЭС России» гидроэлектростанции Ленинградской области, в том числе и Нижне-Свирская ГЭС, были выделены из состава «Ленэнерго» и переданы в состав ПАО «ТГК-1». Организационно в ходит в Невский филиал компании, структурное подразделение Каскад Ладожских ГЭС.

### Комментарии
1. ↑  Аванкамера — водное пространство (бассейн) перед зданием гидроэлектростанции, отделённое гидротехническими сооружениями от водохранилища.